# Electrophorus
Electrophorus es un género de peces de agua dulce de la familia de los gimnótidos. Sus 3 especies habitan en aguas cálidas del norte de Sudamérica y son denominadas comúnmente anguilas eléctricas o en Venezuela tembladores. Estos peces son famosos en todo el mundo por producir potentes descargas eléctricas. 

## Taxonomía
Descripción original
Este género fue descrito originalmente en el año 1864 por el ictiólogo, paleontólogo y bibliotecario estadounidense Theodore Nicholas Gill, para incluir en él a su especie tipo por monotipia: Electrophorus electricus, la cual había sido descrita en el año 1766 por el célebre naturalista sueco Carlos Linneo con el nombre científico de Gymnotus electricus.
Etimología
Etimológicamente, el término genérico Electrophorus se construye con palabras en el idioma griego, en donde: elektron significa ‘ámbar’ y pherein es ‘llevar’.

## Subdivisión
Este género está integrado por 3 especies:
- Electrophorus electricus (Linnaeus, 1766)
- Electrophorus varii De Santana, Wosiacki, Crampton, Sabaj, Dillman, Mendes-Júnior & Castro e Castro, 2019[4]
- Electrophorus voltai De Santana, Wosiacki, Crampton, Sabaj, Dillman, Castro e Castro, Bastos & Vari, 2019[4]

## Historia taxonómica

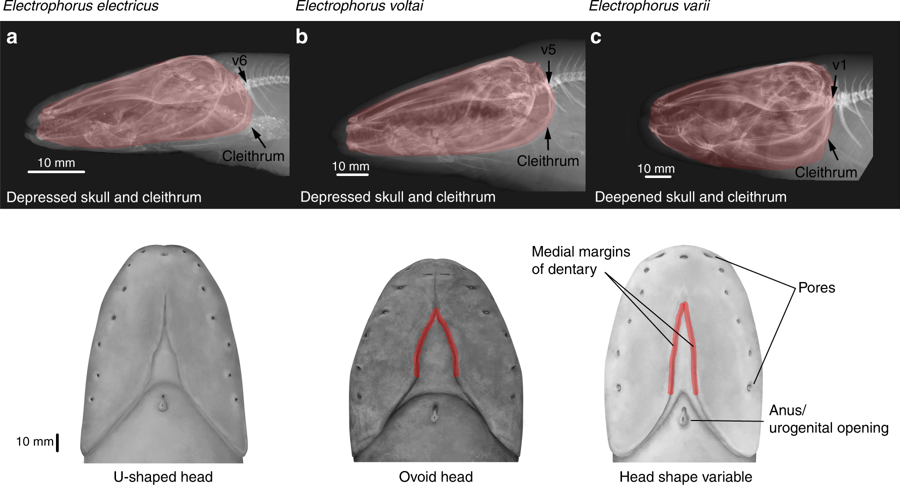
Anguilas eléctricas.

Tradicionalmente, y durante dos siglos y medio, se creyó que había una sola especie de anguila eléctrica. Esta hipótesis nunca había sido puesta a prueba, a pesar de la importancia de estos peces en múltiples campos de la ciencia, gracias a su capacidad para generar fuertes descargas eléctricas. 
En el año 2019, un equipo compuesto por los investigadores Carlos David de Santana, William G. R. Crampton, Casey B. Dillman, Renata G. Frederico, Mark H. Sabaj, Raphaël Covain, Jonathan Ready, Jansen Zuanon, Renildo R. de Oliveira, Raimundo N. Mendes-Júnior, Douglas A. Bastos, Tulio F. Teixeira, Jan Mol, Willian Ohara, Natália Castro e Castro, Luiz A. Peixoto, Cleusa Nagamachi, Leandro Sousa, Luciano F. A. Montag, Frank Ribeiro, Joseph C. Waddell, Nivaldo M. Piorsky, Richard P. Vari y Wolmar B. Wosiacki, encontró una abrumadora cantidad de datos genéticos, morfológicos y ecológicos que indicaban la existencia de 3 linajes, los cuales habían divergido durante el Mioceno y el Plioceno, por lo que se describió a los dos que carecían de denominación formal: E. varii y E. voltai.

## Características
Son peces de cuerpo alargado (anguiliforme). La especie que posee mayor tamaño (Electrophorus voltai) alcanza los 171 cm de longitud estándar.
El rasgo más llamativo de este género es el producir potentes descargas eléctricas, tanto para atontar a sus presas como para repeler ataques de predadores. Se han registrado descargas de 860 Voltios, lo que lo convierte en el generador viviente más poderoso de bioelectricidad.
Los órganos eléctricos están ubicados en la zona craneal. Pueden ser agrupados en dos conjuntos: los de bajo voltaje (órgano de Sachs/órgano posterior de Hunter) y los de alto voltaje (órgano principal/órgano anterior de Hunter) con una forma de onda monofásica de cabeza positiva.

## Distribución geográfica y hábitat
Las especies de este género se distribuyen en cursos fluviales de aguas cálidas de la región septentrional de Sudamérica. Habita preferentemente en la cuenca del Amazonas, así como en río del escudo guayanés. Este género se extiende por Colombia, Venezuela, Ecuador, las Guayanas, el Perú, Bolivia y Brasil.